# Orthopsylloides andersoni
Orthopsylloides andersoni är en loppart som beskrevs av George et Beaucournu 1995. Orthopsylloides andersoni ingår i släktet Orthopsylloides och familjen Stivaliidae. Inga underarter finns listade i Catalogue of Life.